# Los Fresnos (comté de Cameron, Texas)
Los Fresnos est une ville située au centre du comté de Cameron, au nord de Brownsville, au Texas, aux États-Unis,. La ville est fondée en 1915.

## Démographie
Lors du recensement de 2010, la ville comptait une population de 5 542 habitants. Elle est estimée, le 1er juillet 2019, à 6 959 habitants.

### Source de la traduction
- (en) Cet article est partiellement ou en totalité issu de l’article de Wikipédia en anglais intitulé « Los Fresnos, Texas » (voir la liste des auteurs).